# Association sportive Matelots
 (mars 2017).
Si vous disposez d'ouvrages ou d'articles de référence ou si vous connaissez des sites web de qualité traitant du thème abordé ici, merci de compléter l'article en donnant les références utiles à sa vérifiabilité et en les liant à la section « Notes et références ».
Maillots
L'Association sportive Matelots est un club de football camerounais basé à Douala. Sa date de fondation est inconnue. Le club est né à la suite de la descente de Port FC de Douala en deuxième division lors de la saison sportive de 2000, d’où le changement de nom (Port FC à AS Matelots).
Il dispute ses matchs à domicile au Stade de la Réunification.

## Histoire
Le club évolue en première division lors des saisons 2008-2009 et 2009-2010. Il se classe 8e du championnat en 2008-2009, et 13e en 2009-2010.

## Palmarès
- Championnat du Cameroun de football de deuxième division : 1
  - Champion : 2008